# Aleqa Hammond
Aleqa Hammond (født 23. september 1965) er en grønlandsk politiker, formand for Siumut, tidligere formand for Grønlands regering (5. april 2013 – 30. september 2014) og tidligere medlem af Folketinget. 
Hammond var formand for det socialdemokratiske Siumut parti i perioden fra 2. juni 2009 og til 1. oktober 2014. Hun blev den 23. august 2016 ekskluderet fra Siumut grundet misbrug af kreditkort stillet til rådighed af Folketinget; hun blev herefter løsgænger i Folketinget. Hun stillede op til parlamentsvalget i Grønland 2018 og 2021 for Nunatta Qitornai, men blev ikke valgt ind. I 2021 valgte Siumut derefter at genoptage hende som medlem. I juni 2025 blev hun igen formand for partiet i et kampvalg mod den konstituerede formand Vivian Motzfeldt.
Hun er vokset op i Uummannaq og har bl.a. andet været på ophold ved Nunavut Arctic College i 1989-91.

## Baggrund og opvækst
Aleqa Hammond er født i 1965 i Narsaq og opvokset i Uummannaq, der ligger i det nordlige Grønland. Hendes far Piitaaraq Johansen, der var fanger, omkom ved en jagtulykke, da hun var syv år gammel. Hammonds mor, Ane-Marie Johansen (født Hammond), bor stadig i Uummannaq. Aleqa Hammond stammer fra den dansk/norske slægt Hammond. Hun valgte som 12-årig at droppe sit danske mellemnavn.
Efter endt folkeskole rejste hun som 15-årig alene ud i verden, hvor hun tog løst arbejde i forskellige lande. I 1985 havde hun et ophold på Ellekilde Efterskole ved Taastrup, der var en af de grønlandske efterskoler i Danmark. Derefter rejste hun rundt i USA og Canada, indtil hun vendte tilbage til Grønland i 1987-1989 og tog HF-eksamen på Nordgrønlands Gymnasium i Aasiaat. Hun fortsatte sine studier i Canada, hvor hun læste engelsk på Nunavut Arctic College i perioden 1989-91. Dette blev fulgt op af et par år på Grønlands Universitet, en uddannelse hun dog ikke fuldførte.

## Erhvervskarriere
Hun blev i 1993 ansat som regional koordinator for Diskobugten hos Greenland Tourism, indtil hun i 1995, grundet sine engelskkundskaber, blev ansat som informationsmedarbejder i landsstyrets sekretariat. Fra 1996 var hun leder hos turistbureauet i Nuuk, indtil hun perioden 1999-03 var kommissær i Inuit Circumpolar Council.
Hun havde forskellige små koordinatorjobs, der bl.a. tæller et job som kulturkoordinator for Arctic Winter Games i 2002. Fra 2004-05 var hun ansat som turistchef i Qaqortoq.

### Tillidshverv
- 2004-2006: Bestyrelsesformand for Greenland Adventure Race, efterfølgende menig bestyrelsesmedlem.
- 2004-2005: Bestyrelsesmedlem for Destination South Greenland.
- 2005-2006: Næstformand for Great Greenlands bestyrelse.
- 2006-: Bestyrelsesmedlem i Gardar Foundation

## Politisk karriere
Hammond blev for første gang valgt ind i Grønlands Landsting for partiet Siumut, ved landtingsvalget i 2005. Hun havde på daværende tidspunkt ingen nævneværdig erfaring i politik, men blev dog, under daværende landsstyreformand Hans Enoksen, valgt som minister for familie- og justitsanliggender.
I 2007 blev Hammond blev minister for finans- og udenrigsanliggender efter en regeringsrokade. En post, som hun dog trak sig fra den 22. september 2008, da hun ikke kunne stå inde for den førte økonomiske politik.

### Partiformand
Allerede i 2007 forsøgte Siumuts lokalbestyrelse i Nuuk at vælte Hans Enoksen som formand og efterfølgende at få valgt Hammond som hans efterfølger; dog uden succes. Det blev først efter valgnederlaget i 2009, at Hans Enoksen valgte at trække sig som formand for Siumut. Det viste sig efterfølgende, at Hammond ved valget havde fået flere personlige stemmer end Enoksen.

### Landsstyreformand
Ved landstingsvalget den 12. marts 2013 fik hun 6.818 personlige stemmer og blev dermed valgets topscorer. Den 26. marts, 14 dage senere, underskrev hun en koalitionsaftale med formændene fra partierne Partii Inuit og Atassut, der gjorde hende til Grønlands første kvindelige formand for Grønlands Landsstyre. Regeringen blev dog kortvarig, da det kort efter dens tiltræden blev afsløret, at Siumut-leder og regeringschef Aleqa Hammond havde brugt over 100.000 kroner af selvstyrets landskasse til private formål.

### Medlem af Folketinget
18. juni 2015 blev hun valgt til Folketinget og fik det ene af de to grønlandske mandater. I august 2016 blev hun ekskluderet af Siumut, da hun havde benyttet Folketingets kreditkort til indkøb af privat karakter.

### Partiskifte
Efter eksklusionen fra Siumut fortsatte Hammond i Folketinget som løsgænger frem til 25. april 2018, hvor hun meldte sig ind i Nunatta Qitornai, for hvem hun fortsatte i Folketinget frem til 5. juni 2019.
I december 2016 afløste hun Marcus Knuth som formand for Grønlandsudvalget i Folketinget. Det var som led i en aftale, hvor hendes modydelse var at afholde sig fra at stemme imod VLAK-regeringen i eventuelt kommende kabinetsspørgsmål.
I 2021 stillede Hammond igen op til det grønlandske landsting, denne gang for Nunatta Qitornai. Hun blev ikke valgt. I oktober 2021 valgte Siumut at genoptage hende som medlem.

### Partiformand igen
I juni 2025 blev Aleqa Hammond valgt som formand for Siumut i kampvalg mod den konstituerede formand Vivian Motzfeldt.

## Personligt liv
Hammond blev gift i 2004 gift med danske Georg Nyegaard, der er museumsinspektør på Grønlands Nationalmuseum. Hun meddelte den 5. september 2012 i avisen Atuagagdliutit, at parret skulle skilles. Hun har siden været i et forhold med politikeren Tom Ostermann, der ligeledes er medlem af Siumut.

### Kontroverser
Den 25. oktober 2013 kunne Berlingske Tidende afsløre, at Hammond tilbage i 1996 havde erkendt sig skyldig i bedrageri uden at informere befolkningen op til valget i 2013. Sagen drejede sig om syv tilfælde af dankort-misbrug i marts og april 1995, hvor Hammond købte ydelser for 5.100 kr. hos Hotel Godthåb, selvom kortet på daværende tidspunkt var spærret. Hammond har beklaget sagen i en pressemeddelelse.
I 2008, hvor hun var landsstyremedlem (minister) for finanser og udenrigsanliggender, blev hun anmeldt til Nuuk Politi efter en episode, hvor hun i beruset tilstand var løbet fra en taxaregning. Politiet valgte dengang at betragte sagen som et civilt mellemværende.